# Gornja Mikuljana
Gornja Mikuljana (en serbe cyrillique : Горња Микуљана) est un village de Serbie situé dans la municipalité de Kuršumlija, district de Toplica. Au recensement de 2011, il comptait 108 habitants.

## Démographie
| 1948 | 1953 | 1961 | 1971 | 1981 | 1991 | 2002 | 2011 |
| ---- | ---- | ---- | ---- | ---- | ---- | ---- | ---- |
| 284  | 296  | 270  | 181  | 168  | 140  | 117  | 108  |

|  |